# Rocket Queen
"Rocket Queen" - utwór hardrockowej grupy Guns N’ Roses. Został zawarty na wydanym w 1987 albumie Appetite for Destruction.

## Piosenka
Zdaniem frontmana Axla Rose'a :
Napisałem tę piosenkę o znajomej dziewczynie (Barbi Von Greif), która chciała mieć zespół o nazwie 'Rocket Queen'.
Ona przez jakiś czas zachowała mnie przy życiu. Ostatnia część utworu to jest moja wiadomość do tej osoby. W tej piosence była też pewna rzecz, którą próbowałem zrobić z różnymi ludźmi - rejestracja aktu seksualnego. To było trochę spontaniczne, ale z premedytacją, coś chciałem umieścić na płycie.
 Axl Rose, Hit Parader - Marzec, 1988

Slash stwierdził w swojej autobiografii, że on i Duff McKagan napisali główny riff do "Rocket Queen", kiedy pierwszy raz spotkali się w krótkotrwałym zespole Road Crew z Stevenem Adlerem..

## Struktura
Utwór "Rocket Queen" to tak naprawdę dwie oddzielne piosenki. Pierwsza z nich opisuje ekstremalne relacje międzyludzkie, ostry seks, przemoc oraz rozpacz. Druga za to pełna jest troski o dziewczynę, która jest równocześnie przyjaciółką i którą należy chronić przed zagrożeniem ze strony narkotyków.
Utwór składa się z dwóch oddzielnych, odrębnych faz połączonych mostem. Ten 'most' to solówka Slasha. Podczas niej można usłyszeć odgłosy stosunku seksualnego.

## Seksualne nagranie
Axl uprawiał seks z dwiema albo trzema dziewczynami przynajmniej trzy razy w Rumbo Sound, aby uzyskać satysfakcjonujący efekt. Jedną z tych dziewczyn była Adriana Smith - ówczesna sympatia Stevena Adlera. Chciała się zemścić na nim za to, że ją zdradził. Na taśmie było słychać jak Axl krzyczy: "Dawaj Adriana! Nie udawaj! Postaraj się!" Steven oszalał ze złości kiedy się o tym dowiedział.